# Ocrepeira camaca
Ocrepeira camaca är en spindelart som beskrevs av Claude Lévi 1993. Ocrepeira camaca ingår i släktet Ocrepeira och familjen hjulspindlar. Inga underarter finns listade i Catalogue of Life.